# Loren Meyer
Loren Henry Meyer (Emmetsburg, Iowa; 30 de diciembre de 1972) es un exjugador de baloncesto estadounidense que jugó tres temporadas en la NBA y una última en el Reino Unido. Con 2,08 metros de estatura, jugaba en la posición de pívot.

## Trayectoria deportiva

### Universidad
Meyer militó cuatro años en la Universidad de Iowa State, donde a lo largo de su carrera universitaria promedió 11,5 puntos y 6,1 rebotes en 111 partidos. En su año júnior, a pesar de que solo pudo disputar 12 encuentros, aportó 22,3 puntos y 9,5 rebotes. En su última temporada en los Cyclones sus promedios fueron de 15,7 puntos y 9 rebotes por partido.

### Profesional
En el Draft de la NBA de 1995 fue seleccionado por Dallas Mavericks en la 24.ª posición, aunque su carrera en la NBA fue tan corta como poco exitosa. En su primera temporada en los Mavericks disputó 72 partidos, 21 de ellos como titular, y firmó 5 puntos y 4,4 rebotes. 
El 26 de diciembre de 1996 fue traspasado a Phoenix Suns junto con Jason Kidd y Tony Dumas a cambio de Michael Finley, Sam Cassell, A.C. Green y una segunda ronda de draft condicional. Meyer apareció en 19 partidos con los Suns hasta final de temporada. 
Tras pasar un año en blanco, en enero de 1999 firmó como agente libre con Denver Nuggets. 
En 2001 fichó por Miami Heat, aunque fue cortado antes de que diera comienzo la liga regular. Ese mismo año se marchó a jugar a Chester Jets de la liga de baloncesto de Gran Bretaña, donde promedió 23,2 puntos por partido.

## Estadísticas de su carrera en la NBA

### Temporada regular
| Temp.   | Edad | Equipo  | Liga | P   | TIT | MIN  | TC  | TCA | %TC  | 3P  | 3PA | %3P  | TL  | TLA | %TL  | R.OF. | R.DEF. | REB | ASIS | ROB | TAP | PER | FP  | PTS |
| 1995-96 | 23   | Dallas  | NBA  | 72  | 21  | 17.6 | 2.0 | 4.6 | .439 | 0.0 | 0.2 | .273 | 1.0 | 1.4 | .686 | 1.6   | 2.8    | 4.4 | 0.8  | 0.3 | 0.4 | 0.9 | 3.1 | 5.0 |
| 1996-97 | 24   | TOTAL   | NBA  | 54  | 33  | 13.1 | 2.0 | 4.5 | .443 | 0.1 | 0.1 | .571 | 0.9 | 1.2 | .719 | 1.0   | 1.7    | 2.7 | 0.4  | 0.2 | 0.3 | 1.1 | 2.3 | 4.9 |
| 1996-97 | 24   | Dallas  | NBA  | 19  | 16  | 13.6 | 1.8 | 4.1 | .436 | 0.1 | 0.1 | .500 | 0.5 | 0.6 | .750 | 0.7   | 1.8    | 2.6 | 0.4  | 0.3 | 0.2 | 1.4 | 2.7 | 4.1 |
| 1996-97 | 24   | Phoenix | NBA  | 35  | 17  | 12.8 | 2.1 | 4.7 | .446 | 0.1 | 0.1 | .600 | 1.1 | 1.5 | .712 | 1.1   | 1.6    | 2.7 | 0.3  | 0.1 | 0.3 | 1.0 | 2.1 | 5.4 |
| 1998-99 | 26   | Denver  | NBA  | 14  | 0   | 5.0  | 0.5 | 2.0 | .250 | 0.1 | 0.4 | .200 | 0.1 | 0.1 | .500 | 0.3   | 0.9    | 1.1 | 0.1  | 0.0 | 0.2 | 0.3 | 1.6 | 1.1 |
| Carrera |      |         | NBA  | 140 | 54  | 14.6 | 1.9 | 4.3 | .432 | 0.1 | 0.2 | .348 | 0.8 | 1.2 | .696 | 1.2   | 2.2    | 3.4 | 0.6  | 0.2 | 0.4 | 1.0 | 2.7 | 4.6 |

### Playoffs
| Temp.   | Edad | Equipo  | Liga | P | MIN | TCA | TC | 3PA | 3P | TLA | TL | R.OF. | REB | ASIS | ROB | TAP | PER | FP | PTS | %TC  | %3P  | %FT | MIN | PTS | REB | AST |
| 1996-97 | 24   | Phoenix | NBA  | 3 | 14  | 0   | 4  | 0   | 1  | 0   | 0  | 2     | 6   | 1    | 0   | 2   | 3   | 0  | 0   | .000 | .000 |     | 4.7 | 0.0 | 2.0 | 0.3 |
| Carrera |      |         | NBA  | 3 | 14  | 0   | 4  | 0   | 1  | 0   | 0  | 2     | 6   | 1    | 0   | 2   | 3   | 0  | 0   | .000 | .000 |     | 4.7 | 0.0 | 2.0 | 0.3 |